# Aviacsa
Pour l’article ayant un titre homophone, voir Sissa.

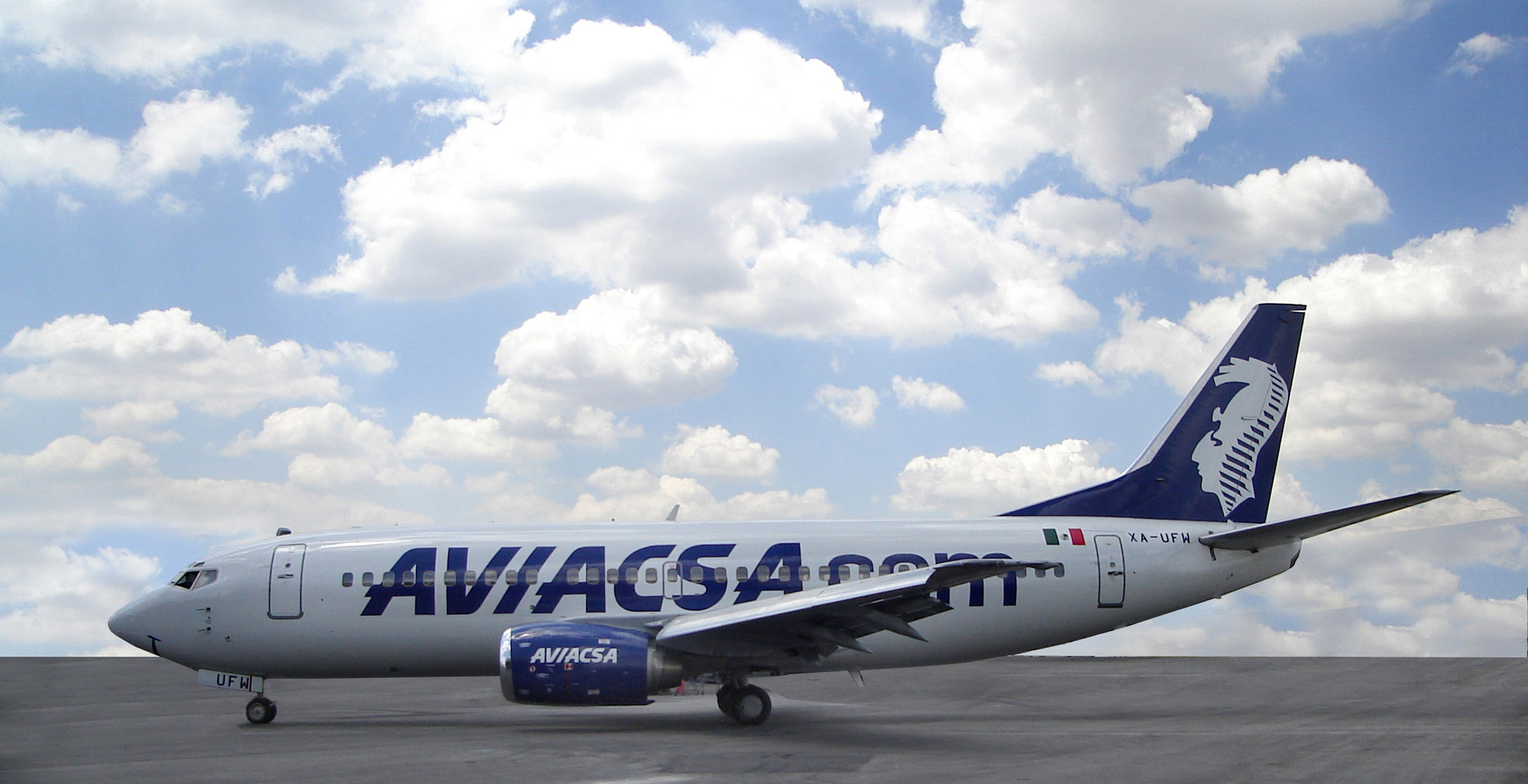
Un Boeing 737-300 d'Aviacsa en 2008

Aviacsa (code AITA : 6A ; code OACI : CHP) était une compagnie aérienne du Mexique.

## Histoire
Créée en juin 1990, sur la demande du gouvernement du Chiapas, sous le nom Consorcio AVIACSA S.A. de C.V. afin de satisfaire les besoins de transport de l'État. Le 20 septembre 1990, avec un British Aerospace 146 (BAe-146), 89 places : premier vol de Tuxtla Gutiérrez vers Mexico et Tapachula. En 1991, les BAe 146 sont remplacés par des Fokker 100 pouvant transporter 108 passagers. Ces derniers sont remplacés en 1994 par des Boeing 727-200, puis par des Boeing 737-200 en 1999. En juin 2009, le gouvernement mexicain décide d'immobiliser la flotte d'Aviacsa en raison d’irrégularités représentant un danger pour la sécurité des passagers, ainsi que pour des problèmes financiers en juillet 2009.